# Jan Szołdrski
Jan Szołdrski herbu Łodzia (ur. 1580, zm. po 1644) – kasztelan biechowski.

## Rodzina
Pochodził z Iłowca. Urodził się w rodzinie Macieja, pisarza i Anny Skaławskiej. Poślubił w 1603 roku Katarzynę Koros (zm. 1660). Z małżeństwa urodziło się liczne potomstwo:
- Marcin Szołdrski (1620-1688)
- Mikołaj Szołdrski, kasztelan biechowski
- Anna, przeorysza konwentu Świętej Katarzyny w Poznaniu
- Zofia, benedyktynka w Poznaniu, zmarła w 1712 w Jagodnie pod Promnem
- Aleksander, walczył w Prusach przeciwko królowi szwedzkiemu Gustawowi, poległ w bitwie
- Andrzej, walczył z Kozakami na Ukrainie, poległ w bitwie
- Stanisław
- Małgorzata, późniejsza żona Zygmunta Twardowskiego herbu Ogończyk
- Katarzyna, późniejsza żona Jana Zaremby Cerekwickiego

## Pełnione urzędy
Początkowo tenutariusz mosiński od 1603 roku.  Urząd kasztelana biechowskiego sprawował w latach (1637-1644). Posiadał majątki ziemskie: Szołdry, Chaławy, Żabno Wielkie, Mosiny, folwark Nowa Troska (Nowetrzaska), Ojrzawa (Ożeżowa), Cherzyny – pustostan w powiecie kościelskim, Iłowiec Mały i Wielki, kupiony od Iłowieckich w 1619 roku. W powiecie tym bór, we wsi Przewóz Koło i Orawie. Żabno sprzedał synowi Mikołajowi, zaś Mosiny, wójtostwo za konsensem zostało scedowane w 1626 roku Stanisławowi Zadorskiemu, sekretarzowi królewskiemu. Chaławy i Cherzyny kupione od Macieja, sprzedał Jakubowi Skoryszewskiemu.